# Переклад терміна «право» європейськими мовами

## Етимологія
Слов'янське слово «право» утворене від «правий». Слово «правий» утворилося аналогічно слову «лівий» після трансформації стародавньої індоєвропейської основи у ХІ ст. Спочатку це слово означало «прямий», набагато пізніше воно набуло значення «правильний», «істинний».
Утворене, мабуть, з *рrō-vоs від *рrō- (порівн. пра-), спорідненого лат. probus «добрий, чесний, порядний» (*pro-bhu̯os), ст.-інд. prabhúṣ «видатний (за силою та достатком), переважаючий», англос. fram «сильний, діяльний, сміливий», ін.-ісл. framr «стоячий попереду, що прагне вперед» (Мейє, ét. 363; Мi. ЕW 264; Торп 233; Голуб-Копечний 293; Траутман, Germ. Lautg. 22).

## Загальна характеристика
В українській мові термін «право» має принаймні дві пари юридичних значень.
Це об'єктивне та суб'єктивне право; це право як система норм, принципів (право в широкому сенсі або в змістовному сенсі, або як, наприклад, природне право) і право як закон, система формальних джерел (право в вужчому сенсі або в формальному сенсі, або як, наприклад, позитивне право). В усіх випадках вживається чи може вживатися термін «право».
Переклад терміна «право» іншими європейськими мовами має деякі труднощі.
У більшості європейських мов, а також у деяких інших мовах, на які європейські мають вплив, є два різних слова, які можуть бути перекладені українською одним словом — як «право» або з більшою точністю двома словами — як «право» та «закон».
Для загального порівняння в цій статті будуть використані латинські терміни «ius» «право», і «lex» «закон». Традиція такої подвійності термінології (та відповідних значень) у європейських мовах у значній мірі пов'язана саме з терміновживанням у латинській мові римського права. Етимологічно термін «ius» має відношення до справедливості, справедливого, правильного.
З іншого боку, « ius» також є полісемічним. Так, континентальні правознавці розділяють суб'єктивне «ius» та об'єктивне «ius», але ці два терміни зазвичай не вживаються у повсякденній мові. Проте в більшості випадків обидва значення «ius» можна легко відрізнити.
Коли ius (інший аналогічний термін європейської мови) означає право, у нього зазвичай є певний семантичний зв'язок з тим, що є правильним, справедливим. Наприклад, німецьке гасло «Einigkeit und Recht und Freiheit» (буквально — Єдність, закон і свобода), слід перекладати як «Єдність і справедливість і свобода», навіть при тому, що є інше слово для позначення справедливості (Gerechtigkeit). «Lex» не має такого зв'язку. Деякі перекладачі робіт Канта і Гегеля переклали «Recht» як об'єктивне право (objective right), хоча ті роботи, особливо Канта, якраз про право чи, в більшості, про ідеальне право.
Наразі континентальні юридичні факультети вивчають саме право в значенні ius. У середньовічних університетах, навпаки, зазвичай існували факультети leges.
Lex та його аналоги часто вживається у множині (leges).

## Приклади
| Латинська     | ius      | lex       | Голландська | recht   | wet    |
| Французька    | droit    | loi       | Німецька    | Recht   | Gesetz |
| Угорська      | jog      | törvény   | Італійська  | diritto | legge  |
| Латвійська    | tiesības | likums    | Російська   | право   | закон  |
| Литовська     | teisė    | įstatymas | Мальтійська | ordni   | liġi   |
| Португальська | Приклад  | Приклад   | Шведська    | rätt    | lag    |

Щоб побачити відмінність, можна також подивитися на те, як відповідні фрази перекладаються іспанською мовою:
| Цивільне право = Derecho Civil              | Заборонено правом = Prohibido por la ley  |
| Загальне право = Derecho Común              | Акт Конгресу = Ley del Congreso           |
| Імміграційне право = Derecho de Inmigración | Закон про імміграцію = Ley de Inmigración |
| Природне право = Derecho Natural            | Закони природи = Leyes de la Naturaleza   |

Серед неєвропейських мов, що розмежовують ці поняття — арабська, де قانون (qānūn) еквівалентний «lex» і ﺣـق (ḥaqq) еквівалентний ius.

## Англійська мова
У англійській мові пара термінів з розрізненням по лінії «право»/ «закон» перекладаються одним словом — «law».
Однак обидва значення зберігаються на рівні змісту. Так, Lex, закон можуть іноді перекладати як legislation законодавство, statute статут, statutory law статутне право або навіть act акт. Lex в англійській буде так само розумітися як закон, створений політичною владою (Парламентом або урядом, наприклад), а також зазвичай як письмове джерело в сучасності, хоча в багатьох випадках це не важливо.
Як зазначає Загороднюк А. С., для позначення терміна «право» вживається Law, «закон» — The Law. Разом з тим, таке слововживання не є чітко дотримуваним
Стаття Вікіпедії англійською мовою про право (law) веде до аналогічних статей вікіпедії іншими мовами, які стосуються поняття, еквівалентного «ius».
Разом з тим в англійській мові існує два більш або менш синонімічних прикметників латинського походження, які відповідають етимологічно континентальним особливостям: поширене слово «legal» і менш звичне — «jural» або «juristic».
Є небагато європейських мов, крім англійської, де «право» перекладається одним словом, таким як польське «prawo».
Суб'єктивне юридичне право в англійській позначається окремим терміном legal right.

## Термін «право» у багатомовних юрисдикціях
У двомовних і багатомовних юрисдикціях переклад юридичних текстів потребує уважності, щоб уникнути двозначності. Навіть чудовий переклад не може захопити всі конотації оригінальних слів, однак, і багато вчених наводять аргументи на користь двомовних суддів, які можуть розібрати обидві версії тексту.
У Канаді з 1891 року «правило автентичності» встановлювало, що французькі та англійські версії всіх федеральних законів мають однакову силу. Тим не менш, англійські і французькі тексти можуть не перекладатися точно, що дає можливість суддям тлумачити той же самий закон по-різному. У зв'язку з цим існує проблема співвідношення «law» та «droit». Наприклад, вчений з Osgoode Hall Роберт Лекі стверджує, що в 2006 році у справі Multani щодо заборони «kirpans» (сикхських церемоніальних кинджалів) управлінням освіти у Квебеку, судді Верховного Суду Канади (the justices of the Supreme Court of Canada), незважаючи на те, що всі вони писали обґрунтування французькою мовою, не погодилися зі значенням фрази «ne peuvent être restreints que par une règle de droit» («не передбачений нормою права») в Розділі 1 Хартії прав і свобод, яка постає в англійській версії тексту як «not prescribed by law» («не передбачений законом»).
Зважаючи на різну культурну та академічну основу (континентальний характер правової системи Квебеку і франкомовна адміністративна культура проти англійського загального права і британських традицій, поширених в усій Канаді) вони вирішували, чи заборона шкільним відділом кирпану була, чи не була «правовою нормою» чи «законом» (безвідносно до слова «передбачений»). Лекі стверджує, що "в адміністративному праві Франції та адміністративно-правовій франкомовній доктрині Квебеку, правова норма (regulation) є 'une règle de droit', а рішення — не є 'une règle de droit', тоді як в англомовній доктрині відмінність між «prescribed by law» і не «prescribed by law» не має жоного відношення до розрізнення загальних норм (general norms) та індивідуальних рішень (individual decisions).

## Зв'язок з дискусіями щодо змісту поняття «право»
Описана різниця між англійською та іншими європейськими мовами іноді призводять до дебатів між юридичним позитивізмом, природно-правовим підходом та інтерпретивізм. Роджер Берковіц стверджує, що зміцнення позицій юридичного позитивізму кореспондує трансформації розуміння значення «права», складній проблемі, що поглиблюється певною обмеженістю англійської мови, яка не розмежовує «ius» та «lex».
У свою чергу, Гарт у своїй «Концепції права» (англ. The concept of law), стверджує, що різниця між правом (ius) і законом (lex) могла б прояснити співвідношення між законом/правом (law) та мораллю. Подібна думка висловлена Джоном Гарднером, щоб розрізнити «право» («law») загалом і «юридичний закон» («legal law»).
Таким чином суто термінологічні дискусії мають певний зв'язок і з суперечками щодо розуміння змісту самого поняття «право». Так, континентальні юридичні позитивісти XIX століття і першої половини XX століття стверджували, що все право — це закон, тобто це тотожні поняття. За такої постановки питання зникає сенс розмежування двох відповідних аспектів значення.